# 木村敏隆
木村 敏隆（きむら としたか、1963年6月25日 - ）は、日本の元ラグビー選手。

## プロフィール
- 広島県出身。
- 現役時代のポジションはプロップ(PR)。
- 日本代表通算キャップ数は10でラグビーワールドカップ1987の日本代表に選ばれた[1]。

## 略歴
広島工業高校、同志社大学を経て、1986年、ワールドに加入。
1984年9月30日に行われたフランス戦で日本代表初キャップを獲得した。